# Вајдејлија (Луизијана)
Вајдејлија (енгл. Vidalia) град је у америчкој савезној држави Луизијана.

## Демографија
По попису из 2010. године број становника је 4.299, што је 244 (-5,4%) становника мање него 2000. године.
| Група             | 2000.         | 2010.         |
| Белци             | 3.225 (71,0%) | 3.049 (70,9%) |
| Афроамериканци    | 1.230 (27,1%) | 1.127 (26,2%) |
| Азијати           | 18 (0,4%)     | 18 (0,4%)     |
| Хиспаноамериканци | 47 (1,0%)     | 66 (1,5%)     |
| Укупно            | 4.543         | 4.299         |